# Muerte súbita inesperada por epilepsia
Muerte Inesperada repentina por Epilepsia (SUDEP) es una complicación fatal de la epilepsia. Está definida como la repentina e inesperada, muerte no relacionada con un trauma o ahogamiento de una persona con epilepsia, sin causa toxicológica o anatómica de muerte detectada durante el examen post mortem.
Mientras los mecanismos sobre los cuales la SUDEP está basada son todavía poco entendidos, es posiblemente la causa más común de muerte a raíz de complicaciones de epilepsia, culpable de entre 7.5 y 17% de todas las muertes relacionadas con epilepsia y 50% de todas las muertes por epilepsia refractaria. Las causas de SUDEP parecen ser de origen multifactorial e incluye factores respiratorios, cardíacos y cerebrales así como la severidad de la epilepsia y las convulsiones. Mecanismos fisiopatológicos propuestos incluyen paros cardíacos y respiratorios inducidos por las convulsiones.
La SUDEP ocurre en aproximadamente 1 de 1,000 adultos y 1 de 4,500 niños con epilepsia por año. Índices de mortalidad a raíz de convulsiones prolongadas (estado epilepticus) no son clasificados como SUDEP.

## Categorías
El amplio término SUDEP puede ser subdividido en cuatro categorías diferentes: Definitivo, Probable, Posible, e Improbable.
1. SUDEP Definitiva: muerte no relacionada con un trauma o ahogamiento de una persona con epilepsia, sin una causa de muerte después del examen post mortem.
  - SUDEP Definitiva Plus: incluye la presencia de una condición concomitante además de la epilepsia, donde la muerte se puede deber a la combinación efectos de ambas, la epilepsia y la otra condición.
2. Probablemente SUDEP: todos los mismos criterios para SUDEP Definitiva están presentes, pero no se lleva a cabo el examen post mortem.
3. Posible SUDEP: No hay información suficiente disponible al respecto de la muerte, tampoco se efectúa un examen post mortem.
4. Improbable SUDEP: Se determina una causa alternativa de muerte, dejando de lado la posibilidad que la SUDEP sea la causa de muerte.

## Factores de riesgo
Factores de riesgo incluyen:
- Severidad de las convulsiones, refractariedad de la epilepsia y la presencia de crisis convulsivas tónico-clónicas: el factor de riesgo más recurrente es una frecuencia aumentada de las convulsiones tónico-clónicas.[4][5]
- Adherencia pobre. Carencia de niveles terapéuticos de antiepilépticos, la no adherencia a los regímenes de tratamiento y cambios frecuentes en los mismos son factores de riesgo para muerte súbita.
- Edad joven y edad pronta de comienzo de las convulsiones
- Sexo masculino[9]
- Queda por aclarar si la politerapia para la epilepsia es un factor de riesgo independiente para la SUDEP, porque puede ser en cambio un resultado sustitutivo debido a la severidad de la epilepsia.[10]
- Estar durmiendo mientras ocurre una convulsión es probable que aumente el riesgo de sufrir SUDEP.[11]

Se ha identificado que las mutaciones genéticas dan un aumento del riesgo de una persona de sufrir SUDEP (algunas están nombradas debajo), pero su riesgo genético está determinado por la función de múltiples genes la cual no está del todo clara aún. Se ha visto una superposición entre estos genes de los canales de iones y distintos desórdenes de muerte súbita, incluyendo la SUDEP. Muchos de los genes están implicados en el síndrome del QT largo.
- Mutaciones en el gen KCNQ1 que codifica el canal de potasio KV7.1 de alto voltaje que ha sido relacionado con arritmias cardíacas, como el síndrome del QT Largo 1 (LQT1), y epilepsia.[12][13]
- Mutaciones en gen del canal del potasio KCNH2 ha sido identificado con LQT2.
- Mutaciones en gen del canal del sodio SCN5Un tiene sido identificado con LQT3.
- Mutaciones en gen del canal del potasio KCNJ2 ha sido identificado con LQT7.
- Mutaciones en gen del canal del calcio CACNA1C ha sido identificado con LQT8.
- Los genes del canal de iones de sodio SCN1Un, SCN1B, SCN2Un, y SCN8Un y el canal de potasio KCNA1 ha sido relacionado en ambas epilepsia y SUDEP.[16]

## Mecanismo
Los mecanismos relacionados al SUDEP no son del todo comprendidos pero probablemente involucre una cantidad de mecanismos fisiopatológicos y otras circunstancias. Los mecanismos más comúnmente involucrados son la hipoventilación por convulsión y las arritmias cardíacas, pero distintos mecanismos pueden estar involucrados en distintos individuos, y más de un mecanismo puede estar relacionado con un mismo individuo.
- Factores cardíacos: es sabido que las arritmias cardíacas y otros eventos cardíacos están involucrados en algunos casos de SUDEP.[5] Tales arritmias están definidas como arritmias ictales e incluyen la asístole ictal, es una ocurrencia rara  mayoritariamente en personas que tienen epilepsia del lóbulo temporal.[18][19]
- Factores respiratorios: respiración reducida y disfunción pulmonal causada por .
- Sistema nervioso cerebral y autonómico dysregulation: arritmia cardíaca y fracaso respiratorio a raíz de @seizure-relacionó cambios a función de cerebro y la disfunción del sistema nervioso autonómico ha sido descrita en casos de SUDEP. Estos incluyen casos de correo-ictal generalizado EEG la supresión describió cierre tan cerebral, pero su importancia queda unclear.[10]
- Factores genéticos: las mutaciones en varios genes han sido asociadas con una susceptibilidad aumentada a SUDEP. Encima 33% de estos está relacionado con mutaciones qué ventaja a susceptibilidad aumentada para arritmia. Los genes implicaron incluir el hyperpolarization-activado cyclic nucleótido-gated genes de canales (HCN1, HCN2, HCN3 y HCN4).[2]
- Anti Fármacos epilépticos: la mayoría de evidencia sugiere que antiepileptic los fármacos no son asociados con un riesgo aumentado para SUDEP, sino reducir su incidencia.[20] Algunos estudia aun así indicar que algunos antiepileptic fármacos como lamotrigine y carbamazepine, puede aumentar el riesgo de SUDEP en mujeres y @individual seguros.[21][22] Es unclear si esto es debido al potencial cardio-efectos adversos respiratorios como alargar del QT intervalo y reducción del ritmo cardíaco sabido para ser asociado con estos fármacos bajo circunstancias seguras, o porque una dosificación de fármaco alta podría ser un surrogate marcador para control de @seizure pobre.[17][23]
- Vagal Estimulación de nervio: las preocupaciones han sido levantadas que vagal estimulación de nervio puede inducir bradicardia o arresto cardíaco y puede exacerbar apnea de sueño común en personas con epilepsia.

## Administración
Actualmente, la estrategia más eficaz para proteger contra SUDEP en epilepsia infantil es el control de convulsiones, pero esta forma no es del todo eficaz y es muy difícil de implementar en casos de epilepsia indetectable. La carencia recomendaciones clínicas reconocidas a disposición es un reflejo de la falta de información sobre la efectividad de cualquier estrategia clínica, pero, basado en evidencia presente, las siguientes pueden ser relevantes:
- Control de convulsiones epilépticas con el correcto uso de medicación y acompañamiento sobre el estilo de vida como foco de la prevención.[5]
- Reducción del estrés, ejercicio físico, y supervisión nocturna podría minimizar el riesgo de SUDEP.[2]
- Capacidad de tener una respuesta apropiada de primeros auxilios frente a las convulsiones de parte de personas que viven con epilépticos podría prevenir la muerte.
- Las personas con arritmias asociadas a las convulsioens tendrían que ser puestos bajo una investigación cardíaca extensa para determinar la necesidad de un marcapasos.[17]
- Una Cirugía de epilepsia exitosa puede reducir el riesgo de SUDEP, pero esto depende del resultado en términos del control de convulsiones.
- El uso de almohadas anti ahogamiento ha sido promovido por algunos médicos para mejorar la respiración al dormir, pero sus efectos siguen sin ser comprobados debido a que faltan estudios experimentales.
- Proporcionar información al individuo y sus parientes sobre SUDEP es beneficioso.[10][24]
- Supervisión nocturna.[9]

## Epidemiología
- En los EE. UU., la prevalencia de la SUDEP es de aproximadamente 1.16 casos por cada 1000 personas con epilepsia por año.[25] En comparación, un estudio en Dinamarca encontró que en individuos de entre 1 y 35 años, la incidencia de Muerte Cardíaca Repentina (SCD) era 1.9 casos por 100,000 años de persona, mientras 1 de entre 2000 niños en el mundo occidental morirán de SIDS en el primer año de vida.[26][27] Esto significa que la muerte repentina inesperada es más común entre individuos con epilepsia que comparado con niños o la población general.
- SUDEP causa alrededor de 8–17% de muertes en personas con epilepsia.[28]
- El riesgo de muerte repentina en los adultos jóvenes con epilepsia aumenta en la franja de 20-40 comparado a la población general.[29][30][10]
- SUDEP es la causa número uno de muerte relacionada con la epilepsia en personas con epilepsia farmacorresistente.
- Los niños con epilepsia tienen un riesgo cumulativo de morir de repente de 7% en 40 años.
- Dentro la población pediátrica, SUDEP causa alrededor 30-50% de las muertes por epilepsia tempranas severa, afectando entre 1 en 500 y 1 en 1000 pacientes de epilepsia al año.[31][32]